# Sarah Nauta
Sarah Nauta (Amsterdam, 18 giugno 1998) è un'attrice, doppiatrice, cantante, ballerina e modella olandese, nota per aver interpretato il ruolo di Jasmyn nella serie televisiva Hunter Street.

## Biografia
Sarah Nauta è nata il 18 giugno 1998 ad Amsterdam, da madre Astrid Holleeder e da padre Dave Schram; ha una sorella minore che si chiama Julia Nauta, anche lei cantante.

## Carriera
Sarah Nauta nel 2007 ha suonato in musical come Ciske de Rat, Mary Poppins e He Believes in Me ed ha fatto anche parte del coro dei bambini.
Ha anche doppiato voci in Zoey 101, in Winx Club e in Drake & Josh, tra gli altri. Nel 2013 ha partecipato insieme alla sorella Julia al Junior Eurovision Song Contest con il brano Live Life e dove si è classificata al terzo posto.
Nel 2015 ha recitato nel film Fashion Chicks diretto da Jonathan Elbers. L'anno successivo, nel 2016, ha recitato nella serie Spangas. L'anno successivo, nel 2017, ha interpretato il ruolo di Robijn nelle serie De Ludwigs: Op jacht naar de stenen schat e in De Ludwigs. Nello stesso anno ha recitato nella serie internazionale di Disney Channel The Lodge. Nel 2018 ha recitato nel film Elvy’s Wereld: So Ibiza! diretto da Erwin van den Eshof.

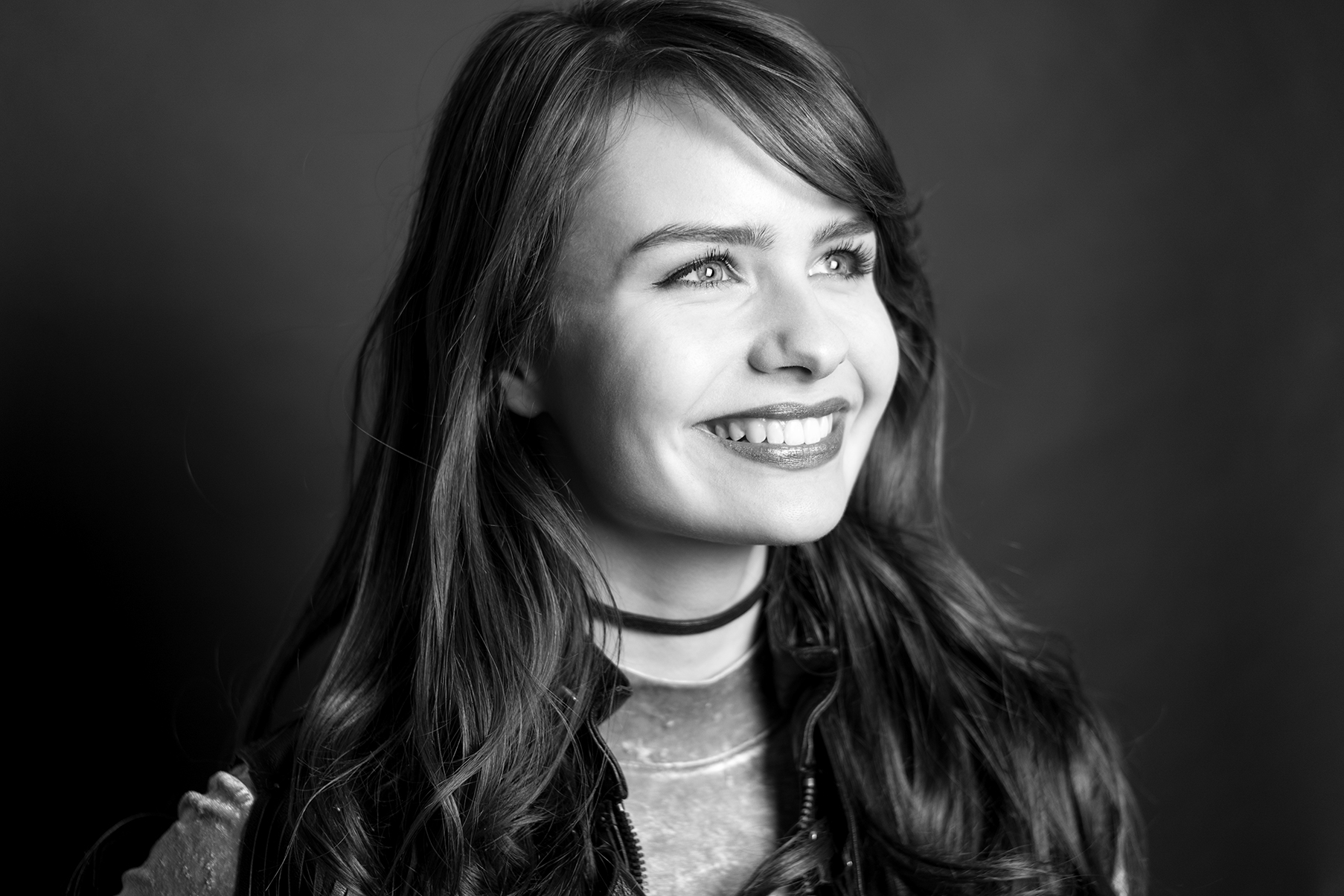
Sarah Nauta nel 2017.

Nel 2018 ha interpretato il ruolo di Emma nel film cinematografico Elvy's Wereld: So Ibiza! diretto da Erwin van den Eshof. Nel 2019 è tra i 100 giudici del programma televisivo All Together Now.
Dal 2019 al 2021 è entrata a far parte del cast della serie di Nickelodeon Hunter Street, nel ruolo di Jasmyn. Nel 2020 ha interpretato il ruolo di Vesper nel film cinematografico De grote slijmfilm diretto da Hans Somers. L'anno successivo, nel 2021, ha recitato nel film De nog grote slijmfilm diretto da Martijn Smits. Nello stesso anno ha interpretato il ruolo di Marit nella serie Red Light.

## Filmografia

### Attrice

#### Cinema
- Fashion Chicks, regia di Jonathan Elbers (2015)
- Elvy’s Wereld: So Ibiza!, regia di Erwin van den Eshof (2018)
- De grote slijmfilm, regia di Hans Somers (2020)
- De nog grote slijmfilm, regia di Martijn Smits (2021)

#### Televisione
- Kinderen voor Kinderen – serie TV, 2 episodi (2009-2010) – Koorlid
- Spotlight – serie TV, 1 episodio (2015) – Sarah
- Spangas – serie TV (2015-2016) – Loes de Gasse
- The Lodge – serie TV (2016) – Lori
- De Ludwigs: Op jacht naar de stenen schat – serie TV (2017) – Robijn
- De Ludwigs – serie TV (2017) – Robijn
- Hunter Street – serie TV (2019-2021) – Jasmyn
- Red Light – serie TV, 2 episodi (2020) – Marit

### Doppiatrice

#### Cinema
- I ragazzi di Timpelbach (Les Enfants de Timpelbach) (2014) – Michelle
- Mijn mama is in Amerika en ze heeft Buffalo Bill ontmoet (2014) – Michelle
- The Shaggy Dog (2015) – Carly
- De Vijf en de Piratenschat (2015) – George
- Trolls (2016) – Satin
- De Smurfen En Het Verloren Dorp (2017) – SmurfBloesem
- Playmobil De Film (2019) – Marla
- Trolls Wereldtour (2020) – Satin

#### Televisione
- Smitty - Un amico a quattro zampe (Smitty) – serie TV (2012) – Tia
- Winx Club – serie animata (2012-2013) – Macy e Lemmy
- Drake & Josh – serie TV (2013) – Monica
- De Vampierzusjes – serie TV (2013) – Missy Master
- Hanni & Nanni 2 (De Dolle Tweeling 2) – serie TV (2014)
- Zoey 101 – serie TV (2014) – Dana e Rebecca
- Girl Meets World – serie TV (2014) – Sophie
- Binny e il fantasma (Binny and the Ghos) – serie TV (2014) – Luca
- I fantasmi di casa Hathaway (The Haunted Hathaways) – serie TV (2014) – Mirabelle
- Bibi & Tina – serie TV (2015) – Bibi
- Barbie in Prinses in het Popsterrenkamp (Rock’n Royals) – serie animata (2015) – Eva
- Best Friends Whenever – serie TV (2015-2018) – Shelby
- Antboy en de wraak van de rode furie – serie TV (2015) – Maria
- Vampiro per caso (Liar, Liar, Vampire) – film TV (2015) – Caitlyn
- Liv & Maddie – serie TV (2016) – Val
- Bibi & Tina 2: Liefde en diefstal op de manege – serie TV (2016) – Bibi
- Home: Avonturen met Tip & Oh – serie TV (2016-2018) – Tip
- The Lodge – serie TV (2017) – Lori
- Bibi & Tina 3: Jongens tegen de meisjes – serie TV (2017) – Bibi
- Pokémon: Zon & Maan – serie animata (2017)
- Inui – serie TV (2017)
- Bibi & Tina 4: Chaos op Falkenstein – serie TV (2018) –  Bibi
- Trio - De jacht op een legendarische schat – serie TV (2018) – Emma
- Het Verbond voor Magische Zaken – serie TV (2019) – Kyra
- Noobees – serie TV (2019) – Norah
- No good Nick – serie TV (2019) – Celeste
- Nella, principessa coraggiosa (Nella the Princess Knight) – serie animata (2019) –  Nick Jr.
- The Dark Crystal: Age of Resistance – serie TV (2019) – Brea
- DC Super Hero Girls – serie animata (2019) – Catwoman
- Sadie Sparks – serie aniamata (2019) – Sadie
- Dragons: Rescue Riders – serie TV (2019) – Leyla
- Mira, Royal Detective – serie TV (2020) – Meena
- The Letter For The King – serie TV (2020) – Lavinia
- Cats & Dogs: Slaan De Pootjes Ineen! – serie animata (2020) – Zoë

## Teatro
- Ciske de Rat, diretto da Paul Eenens (2007-2009)
- Mary Poppins di Jane Banks, diretto da James Powell (2010-2011)
- Droomvlucht de Musical, diretto da Jasper Verheugd (2011-2012)
- Hij Gelooft In Mij Kleine Rachel, diretto da Ruut Weissman (2012-2013)
- Yakanuko, Vecht voor je dromen (pilot) di Bird & Sheep, diretto da Curt Fortin & Nick van Leent (2015)
- Yakanuko, Vecht voor je dromen di Bird & Sheep, diretto da Curt Fortin & Nick van Leent (2016-2017)

## Programmi televisivi
- Kinderen voor kinderen (2009-2010)
- Junior Eurovision Song Contest (2012)
- Junior Songfestival (2013)
- Zóóó! (2014)
- RTV Rijnmond (2015)
- VIPS TV: Reportages (2017)
- All Together Now (2019-2020) Giurata

## Spot pubblicitari
- Financieel Dagboek scholier, ABN AMRO (2011)
- Papegaai, Mona (2013)
- Jaaraanbiedingen, Jumbo (2015)
- Japanse raam commercial, YKK Ap (2017)

## Discografia
- Lachen is Gezond (2009)
- Glitter & Glamour (2013)
- Live Life (2013)
- Celebrate We're Young (2014)
- Gold (2014)
- Ik Ben Ik, Jij Bent Jij (2015)
- Something Wonderful (2015)
- Here Come The Girls (2015)
- Dance Like Nobody's Watching (2016)
- Hoofd In De Wolken, feat. Nigel Sean (2017)
- Hooked On The Hype (2018)
- On My Way (2019)

## Doppiatrici italiane
Nelle versioni in italiano dei suoi film e delle sue serie TV, Sarah Nauta è stata doppiata da:
- Ughetta d'Onorascenzo[23] in Hunter Street[24]

## Riconoscimenti
- Aanstormend Talent
  - 2019: Candidata insieme a Julia Nauta per il Premio Musicale al Soof de Musical

- Beste Nederlandse Artiest
  - 2016: Vincitrice insieme a Julia Nauta del Premio Radio Disney Music